# ホンダ・RA301
ホンダ・RA301（ホンダ・アールエーさんびゃくいち）は、ホンダが1968年のF1世界選手権参戦用に開発したフォーミュラ1カー。第2戦スペインGPから投入された。前年型のRA300同様ローラ・カーズとの共同開発のため、ローラ側ではローラ・T180と呼称している。

## 概要
RA301はRA301Eエンジンを搭載し、前シーズンに使用されたRA300の改良型であった。ただし内部は川本信彦により大幅にモディファイされ、吸排気系の取り回しが全面的に変更された（従来エキゾーストパイプがエンジン上部に出ていたのを、一般的なエンジン同様に下部に出すようにした）ほか、バルブスプリングにトーションバーを採用した。
ホンダが空冷エンジンを搭載するRA302の開発に焦点を合わせると、RA301の開発は停滞することとなった。サーティースの結果はポールポジション1回（イタリアGP）、決勝最高は2位（フランスGP）であった。信頼性に欠けたマシンはそのほとんどがリタイアとなり、サーティースの完走は3度にとどまった。シーズン途中のイギリスGPからはハイマウント式のリアウィングを装備した。
RA301はフランスGPでRA302に代えられる予定であったが、現場のレース監督であった中村良夫は安全性の問題からRA302を走らせることを拒否。日本から派遣されたエンジニアによってRA302はレースに出走したものの、ドライブしたジョー・シュレッサーが事故死した（詳しくはホンダ・RA302を参照）。なおサーティースはイタリアGPの予選でのみRA302を走らせている。RA301は1968年シーズン末まで使用された。
シーズン後ホンダはF1を撤退したため、RA301は2006年にRA106が投入されるまで、実戦を走行した最後のF1マシンとなった。
また、シーズン終了後、中村の独断で最終戦が行われたメキシコから直接アメリカに運ばれ、インディアナポリス・モーター・スピードウェイで11月21日と22日に、ロニー・バックナムの運転によりテスト走行を行っている。
現在はツインリンクもてぎ内にあるホンダコレクションホールに5号車とTカーが1台ずつ保存されており、5号車はイベントなどで頻繁に走行している。
- サーティースのドライブするRA301、1968年ドイツグランプリ
- RA301Eエンジン。排気方式が下方排気に変更された

## F1における全成績
(key) （太字はポールポジション、斜体はファステストラップ）
| 年     | チーム                             | エンジン               | タイヤ | ドライバー   | 1   | 2   | 3   | 4   | 5   | 6   | 7   | 8   | 9   | 10  | 11  | 12  | ポイント | 順位 |
| ------ | ---------------------------------- | ---------------------- | ------ | ------------ | --- | --- | --- | --- | --- | --- | --- | --- | --- | --- | --- | --- | -------- | ---- |
| 1968年 | ホンダ・レーシング                 | ホンダ RA301E 3.0L V12 | F      |              | RSA | ESP | MON | BEL | NED | FRA | GBR | GER | ITA | CAN | USA | MEX | 14       | 6位  |
| 1968年 | ホンダ・レーシング                 | ホンダ RA301E 3.0L V12 | F      | サーティース |     | Ret | Ret | Ret | Ret | 2   | 5   | Ret | Ret | Ret | 3   | Ret | 14       | 6位  |
| 1968年 | ホンダ・レーシング                 | ホンダ RA301E 3.0L V12 | F      | ホッブス     |     |     |     |     |     |     |     |     | Ret |     |     |     | 14       | 6位  |
| 1968年 | ヨアキム・ボニエ・レーシングチーム | ホンダ RA301E 3.0L V12 | G      | ボニエ       |     |     |     |     |     |     |     |     |     |     |     | 5   | 14       | 6位  |

## 参照
1. ↑  『F1地上の夢』（海老沢泰久著、朝日新聞社、1992年）pp.234 - 236
2. ↑  テストカーとしては1993年にRC100、1998年にRA099を開発した。